# Dorothée Magazine
Le Dorothée Magazine était un magazine de presse écrite français, lancé en septembre 1989 et qui reprenait les rubriques de l'émission de TF1, le Club Dorothée, ainsi que certains de ses dessins animés sous forme de bande dessinée. Malgré l'arrêt du Club Dorothée à la télévision en 1997, le magazine a continué à être publié. Il change cependant de nom et de formule en février 1998 et devient D. Mangas, magazine recentré sur les mangas.

## Dorothée Magazine
- La rédaction en chef du Dorothée magazine était assurée par Andréa Bureau.

- Le magazine se vendait à 150 000 exemplaires par semaine jusqu'en 1993, puis 120 000 les années suivantes. Il était vendu au prix de 8 francs puis 10 francs.

- Le Dorothée Magazine était édité par SFC, la filiale presse d'AB Productions.

- Malgré l'arrêt du Club Dorothée en août 1997, le magazine continua sa publication plusieurs mois jusqu'au numéro 436 correspondant au 27 janvier 1998.

## D.Mangas
- Le numéro 437 se veut être une transition entre les années Dorothée et la culture manga, en changeant clairement de nom pour 'D.Mangas'. Il change au passage d'éditeur puisque abnet.com prend le relais de SFC.

- La publication s'arrête avec le numéro 539 en Août 2006. Il coûtait 20 Francs, puis en janvier 2002, il passe à 3,05 Euros. Le prix a été par la suite arrondi à 3,00 Euros.

## Anecdotes
Dorothée "écrivait" un éditorial chaque semaine et répondait aux courrier des lecteurs. Les enfants avaient la possibilité d'envoyer des dessins et des questions qui étaient publiés dans la rubrique "Le coin des spécialistes", une rubrique où ils correspondaient entre eux au sujet des séries du Club Dorothée.
Le Dorothée Magazine, en plus de l'émission était un moyen de promotion pour les disques et spectacles de Dorothée et des autres artistes de chez AB. Il était aussi un rendez-vous obligé pour les fans de Dorothée qui y trouvaient de nombreuses photos d'elle et des interviews.
Le magazine offrait 2 posters chaque semaine.